# Chitiginahalu, Bellary
Chitiginahalu là một làng thuộc tehsil Bellary, huyện Bellary, bang Karnataka, Ấn Độ.